# Кам'янське (Мелітопольський район)
Кам'янське́ — село в Україні, у Мелітопольському районі Запорізької області. Входить до складу Терпіннівської сільської громади. Населення становить 292 осіб.

## Географія
Село Кам'янське розташоване на лівому березі річки Молочна і місце впадання в неї річки Курушан, вище за течією примикає село Світлодолинське, нижче за течією на відстані 1,5 км розташоване село Прилуківка, на протилежному березі — село Троїцьке. Річка в цьому місці звивиста, утворює лимани, стариці та заболочені озера. Через село проходить автомобільна дорога Р85. Поруч проходить залізниця, станція Світлодолинська за 1 км.

## Історія
Село, засноване німцями-менонітами в 1804 році, стало одним з перших 9 німецьких сіл на Молочній річці, що поклали початок Молочанським німецьким колоніям. Першопоселенцями стала 21 сім'я з Західної Пруссії: 8 сімей з-під Марієнбургу, 7 з-під Ельбінгу та 6 з-під Тигенхофа. Обершульце (головний староста) Клаас Вінс назвав нове село Блюмштейном, на честь села в Західній Пруссії. німецькою Blume означає квітка, Stein — камінь.
Сільська громада володіла ділянкою землі довжиною 9 верст і шириною 1,5 верст, загальною площею 2170 десятин. На річці Курушан була побудована гребля і створений ставок для водоплавної птиці.
4 вересня 1817 року Блюмштайні сталася пожежа, яка знищила 2/3 будинків села.
21 травня 1818 року проїздом з Криму на північ у Блюмштайні зупинявся імператор Олександр I.
До 1871 року село входило в Молочанський менонітський округ, потім — в Гальбштадтську (Молочанськ) волость Бердянського повіту.
У 1908 році в Блюмштейні працювали вітряк Вільгельма Льовена, фарбувальні майстерні Корнеліуса Фаста і Герхарда Тіссена, кузня Генріха Госсена.
У 1926 році в селі діяла початкова школа.
У Голодомор 1932—1933 років 2 жителя села померли від голоду.
У 1941 році, після початку Німецько-радянської війна, німці що проживали в Альтенау були депортовані. Операція з депортації етнічних німців і менонітів, що проживають в селах Мелітопольського району, була розпочата органами НКВД 25 вересня 1941 року, а вже на початку жовтня село було зайнято німецькими військами.
У 1945 році село було перейменоване в Кам'янське.
До 2020 року орган місцевого самоврядування — Світлодолинська сільська рада.

## Населення

### Мова
Розподіл населення за рідною мовою за даними перепису 2001 року:
| Мова            | Кількість | Відсоток |
| --------------- | --------- | -------- |
| російська       | 173       | 59.25%   |
| українська      | 116       | 39.73%   |
| інші/не вказали | 3         | 1.02%    |
| Усього          | 292       | 100%     |